# Schlacht von Kars
Zimnicea – 
Nikopol – 1. Schipkapass  –  Elena – 2. Schipkapass – Plewen – Lowetsch – 3. Schipkapass – Zivin – Kızıl Tepe – Aladscha – Gorni-Dubnik – Kars – Taschkesen – 4. Schipkapass – Plowdiw
Die Schlacht von Kars fand in der Nacht vom 17. auf den 18. November 1877 im Rahmen des Russisch-Osmanischen Krieges 1877–1878 statt. Sie war der entscheidende Sieg der Russen über das Osmanische Reich an der Front im Kaukasus.

## Ausgangslage
Am 24. April 1877 eröffnete die russische Kaukasus-Armee in der Stärke von rund 70.000 Mann die Feindseligkeiten. Aufgeteilt in vier Marschkolonnen stießen die russischen Truppen in Richtung der türkischen Festungen Batumi, Ardahan, Kars und Bayazid vor. Nach der Einnahme von Kars sollte die Eroberung Erzurums erfolgen. Bereits nach wenigen Tagen hatten die russischen Truppen die Umgebung von Kars erreicht und begannen schon bald mit der Zernierung der Stadt und ihrer vorgelagerten Befestigungswerke. Der Beginn der Belagerung ließ zunächst aber wegen der Einnahme der Festungen Ardahan und Bayazid noch auf sich warten. Vor allem um Bayazid entbrannten in der Folgezeit heftige Kämpfe, da die nach der Einnahme dort stationierte russische Garnison bald selbst von starken türkischen Kräften belagert wurde und entsetzt werden musste.
Nachdem der bislang eher defensiv agierende türkische Befehlshaber Ahmed Muhtar Pascha Verstärkungen erhalten hatte, ging er ab Juni 1877 in die Offensive und zwang die russischen Truppen im Juli zum Abbruch der Belagerung von Kars, die seit 9. Juni vom Großfürsten Michael persönlich geleitet worden war. Am 25. August errangen die türkischen Truppen einen Sieg in der Schlacht von Kizil-Tepe, nutzten diesen aber nicht weiter aus, etwa um den Krieg auf russisches Territorium zu tragen. Es trat nun eine längere Periode des Stillstandes ein, während der die russischen Truppen unter Loris-Melikow Verstärkung durch zwei Divisionen aus Europa erhielten. Damit konnte die Offensive mit neuem Schwung wieder aufgenommen werden. In der zwischen 15. und 18. Oktober geschlagenen Schlacht am Aladscha Dagh errangen die Russen schließlich einen entscheidenden Sieg. Muhtar Paschas schwer geschlagene Armee zog sich in der Folgezeit bis Erzurum zurück, womit für die Russen der Weg nach Kars erneut offenstand.

## Ablauf
Mitte November forderte der russische Großfürst Kars zur Kapitulation auf, was abgelehnt wurde. Daraufhin wurde ein nicht genau zu beziffernder Teil der russischen Armee ausgesandt, um die Stadt im Sturm zu erobern. In einem Nachtangriff eroberten die Russen am 17. November die östlichen Befestigungen der Stadt. Die Garnison, die unter dem Kommando von Hussein Hami Pascha stand und nun abgeschnitten war, versuchte, sich den Weg aus der Stadt freizukämpfen, was aber nur Hussein und einer kleinen Anzahl von Soldaten gelang. Der überwiegende Teil der türkischen Streitkräfte, 17.000 Mann, wurde gefangen genommen.

## Verluste
Die Verluste auf russischer Seite beliefen sich auf 2.273 tote und verwundete Soldaten. Auf türkischer Seite waren 2.500 Mann getötet und 4.500 verwundet worden. Neben der oben genannten großen Anzahl an Gefangenen fielen den Russen auch 303 Geschütze in die Hände.

## Folgen
Im Frieden von San Stefano wurde die Stadt Kars dem Russischen Reich zugesprochen. Sie blieb bis zum Friedensvertrag von Brest-Litowsk nach dem Ersten Weltkrieg in russischer Hand.